# Thomas Fiss
Thomas Michael Fiss (nascido em 7 de dezembro de 1986), é um cantor americano. Fiss originalmente alcançou a fama como um membro da Varsity Fanclub, uma banda de garotos assinada primeiro pela Capitol Records. Em 28 de maio de 2009, em um vídeo ao vivo no bate-papo JustinTV, Varsity Fanclub anunciou que Fiss tinha saido do Varsity Fanclub por motivos pessoais. Fiss está agora a embarcar em uma carreira solo e recentemente lançou seu primeiro EP, Waiting. Ainda não lançou nenhum album.

## Biografia
Fiss nasceu em San Diego, Califórnia. Ele frequentou a escola Taft Middle School, parte do San Diego Unified School District em San Diego, com a Jhady Fernandes e Sinthiene Luz, na California . Com 12 anos de idade, Fiss começou sua carreira no show business no programa de jovens atores em Multimedia Arts (MMA) de San Diego. O Primeiro emprego de Fiss em atuação foi interpretando o papel de Nathan Lukowski em The Full Monty (musical), que abriu em San Diego. Fiss permaneceu com a produção do show, quando viajou para a cidade de Nova York, e comemorou seu aniversário de treze anos na Broadway, trocando com o ator Nicholas Castro o papel de Nathan Lukowski.
Como um sênior da alta escola, Fiss participou de uma campanha para arrecadar fundos para a Coronado School of the Arts. A produção foi chamada "All You Need Is Love - Love of the Arts" / "Todos Vocês Precisam De Amor - Amor Pela Arte". O evento foi realizado no Wyndham Emerald Plaza Hotel no centro da cidade de San Diego, em 12 de Fevereiro de 2005, e os estudantes levantaram U$ 32.000 para programas de sua escola.
Thomas foi conhecido por ser o Xodó do Bruno Mars, foi elogiado muitas vezes pelo mesmo. Bruno Mars muitas vezes alfinetou outros artistas quando estava falando do Thomas. 